# Pioneer Square

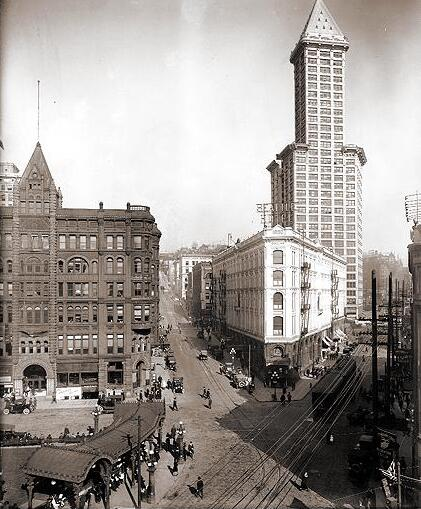
Le Pioneer Square en 1917. En haut à droite, la Smith Tower.

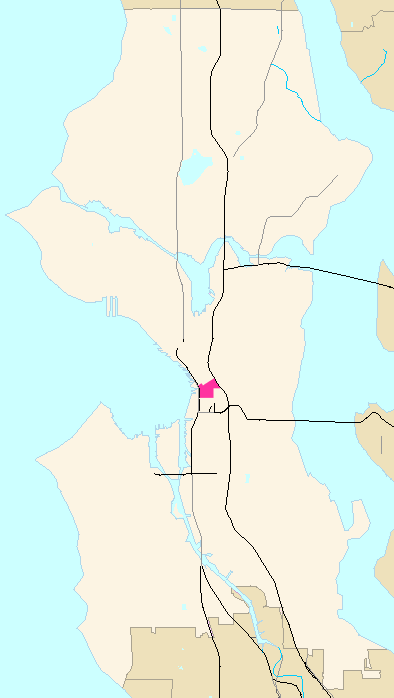
Le Pionneer Square

Pioneer Square est un quartier historique de Seattle.